# Березницкий, Филипп Аввакумович
Филипп Аввакумович Березницкий (1904—1996) — советский промышленный деятель, директор Комсомольского-на-Амуре авиационного завода в 1955—1965 годах.

## Биография
Родился 23 октября 1904 года в селе Винцентовка Российской империи, ныне село Запрудье Ракитянского района Киевской области Украины в семье Аввакума Семеновича и Марии Максимовны Березницких.
В 1915—1919 годах учился в винцентовской сельской школе, после окончания которой, в 1919—1926 годах, работал в местных крестьянских хозяйствах. В этот же период, с 1923 по 1926 годы участвовал в работе государственных учреждений села — был членом президиума сельского комитета незаможных селян, членом сельсовета, председателем культкомиссии сельсовета. В 1926—1927 годах — председатель земельной комиссии сельсовета, в 1927—1928 — секретарь Белоцерковского окружного комитета незаможных селян.
В 1928—1930 годах Березницкий учился на рабфаке Киевского машиностроительного института, а в 1931—1936 годах обучался в Харьковском авиационном институте, после окончания которого был направлен Народным комиссариатом тяжёлой промышленности в Комсомольск-на-Амуре на авиационный завод.
На авиационном заводе прошёл следующие производственные ступени:
- 1936—1937 — технолог центрального технологического отдела,
- 1937—1938 — руководитель группы ЦТО,
- 1938—1939 — начальник БТП, инженер группы проектов, начальник группы мощностей БТП, заместитель начальника 5-го отдела,
- 1939—1940 — начальник цеха № 4,
- 1940—1941 — начальник цеха № 34,
- 1941—1943 — начальник отдела технического контроля,
- 1943—1946 — начальник производства,
- 1946—1947 — главный контролёр завода по качеству продукции,
- 1947—1950 — секретарь партбюро Госстройтреста № 1 МАП и секретарь партийной организации завода № 126,
- 1950—1952 — и. о. начальника производства, начальник ппланово-диспетчерского отдела,
- 1952—1953 — и. о. заместителя главного инженера, заместитель главного инженера завода,
- 1953—1955 — секретарь партийной организации завода № 126,
- 1955—1965 — директор завода.

После руководства заводом, выйдя на пенсию, работал начальником бюро мощностей, старшим инженером цеха № 65, начальником бюро и старшим инженером (до 1978 года). Весной 1978 года Филипп Аввакумович уволился и переехал на родину — в город Вышгород вблизи Киева. После Чернобыльской аварии эта территория была повышенной опасности, что сказалось на здоровье Березницкого.
Умер 27 февраля 1996 года в Вышгороде.

## Награды
- Награждён двумя орденами Трудового Красного Знамени (1942, 1957), орденом Отечественной войны II степени (1946), а также медалями «За доблестный труд в Великой Отечественной войне 1941—1945 гг.» (1945), «За освоение целинных земель» (1957), «За доблестный труд. В ознаменование 100-летия со дня рождения В. И. Ленина» (1970), «За трудовую доблесть», «Ветеран труда» (1975), «Тридцать лет победы в Великой Отечественной войне 1941—1945 гг.» (1975).